# SdKfz 254
SdKfz 254 a fost un autoblindat folosit de Germania nazistă în timpul celui de-al Doilea Război Mondial. 

## Istorie
Vehiculul a fost proiectat sub denumirea RR-7 de către firma Saurer în 1936, pentru a fi folosit de armata austriacă la tractarea artileriei. Aproximativ 12 vehicule au fost fabricate înainte de Anschluss (anexarea Austriei de către Germania nazistă din 1938). 
Fabricarea acestui vehicul a continuat și după Anschluss. Producția totală a fost de 140 de bucăți. 128 au fost fabricate între luna iunie 1940 și luna martie 1941. Denumirea oficială în inventarul armatei germane era SdKfz 254. Autoblindatul folosea roțile pentru a se deplasa pe drumuri. Pe teren accidentat, roțile erau retractate și erau folosite șenilele. Inițial, vehiculul a fost folosit ca transportor ușor de trupe, însă ulterior, spre sfârșitul anului 1940, a fost folosit ca vehicul de observare și pentru transmisiuni radio, fiind dotat cu o antenă în formă de cadru de pat. Motorul era de tip diesel, iar armamentul consta într-o mitralieră Maschinengewehr 34.
SdKfz 254 a fost folosit pe fronturile din Africa de Nord și Rusia, fiind utilizat de către detașamentele Panzerartillerie începând cu anul 1941.